# CD San Fernando
CD San Fernando was een Spaanse voetbalclub uit San Fernando in de autonome regio Andalusië. De club dient te worden verward met de club uit Spaanse plaats San Fernando de Henares: CD San Fernando de Henares.

## Geschiedenis
De club werd in 1940 opgericht na de fusie van drie teams uit de stad: San Fernando FC, Atlético San Fernando en CD Arsenal. Vanaf 1946 speelde de club in de derde klasse. Na promotie in 1954 speelde de club tien seizoenen op rij in de tweede klasse. Hierna speelde de club op een aantal seizoenen na voornamelijk in de Tercera División, die vanaf 1977 nog maar de vierde klasse was. Nadat de club in 2008 daar kampioen werd en promoveerde naar de Segunda División B. De club ging in 2009 failliet met een schuld van 2 miljoen euro. Opvolger San Fernando CD werd datzelfde jaar opgericht. 

## Seizoenen
- 0 Primera División
- 10 Segunda División
- 7 Segunda División B
- 41 Tercera División

## Bekende spelers
- Marcelo Trobbiani
- Juan Crespin
- Dragoslav Cakic
- Antoni Ramallets
- Genil
- Llera
- Francis
- Moncho
- Puli